# シリアの政治
シリア・アラブ共和国の政治は、複数政党制の半大統領制の枠組みの中で行われている。バシャール・アル＝アサド大統領の家族と彼のアラブ社会主義バアス党は、1970年のクーデター以来、2024年のアサド政権の崩壊まで、シリアの政治で支配的な勢力であり続けていた。
シリアの蜂起の初期段階まで、大統領は、長年の非常事態の下で、広範で抑制の利かない法令権限を有していた。この緊急事態の終結は蜂起における重要な要求であり、それ以来法令は、国の立法府である人民議会による承認の対象となっていた。バアス党はシリアの与党であり、1973年の前シリア憲法では「アラブ社会主義バアス党が社会と国家を主導する」と明記されていた。国会の250議席のうち少なくとも167議席はバアス党と他のいくつかのはるかに小規模な同盟政党の連合である国民進歩戦線に保証されていた。2012年の新しいシリア憲法は、いかなる政党のリーダーシップを保証することなく、政治的多元主義の原則に基づく複数政党制を導入した。シリア陸軍と治安部隊は、1975年から2005年4月24日まで隣接するレバノン共和国でかなりのプレゼンスを維持していた。
2024年12月のアサド政権の崩壊により、反政府武装勢力であったシャーム解放機構を中心としたシリア暫定政府が発足し、翌2025年1月にアフマド・フサイン・アッ＝シャラアが暫定大統領に就任した。3月に、暫定政府はシリア・アラブ共和国憲法宣言を施行し、2030年までの5年間の民主化移行期間を定めるとともに、暫定政府は、シリア移行政府に発展的に解消された。

## 背景
ハーフィズ・アル＝アサドは1970年に権力を握った。2000年に死去した後、息子のバシャール・アル＝アサドが大統領に就任した。バシャール・アル＝アサドが2000年に政権を握った後に政治改革への関心が急上昇した。人権活動家やその他の市民社会擁護家、そして一部の国会議員は、「ダマスカスの春」と呼ばれる時期（2000年7月から2001年2月）に、より率直に発言するようになった。アサドはまた、改革志向の顧問を正式なポジションとあまり正式ではないポジションに任命し、彼の内閣にも同様の志向の個人が多数含まれている。

## ネオバアス主義
バアス党の綱領は、党のスローガン「団結、自由、社会主義」で簡潔に宣言されている。バアス党は社会主義政党であり、工業生産手段の国家所有と農地の再分配を提唱し（実際には、シリアの名目上の社会主義経済は事実上、大規模な国営企業と民間中小企業で構成された混合経済である）、アラブ世界のあらゆる場所に汎アラブ革命をもたらすことに専念する革命的な党である。シリアのキリスト教徒のミシェル・アフラク、シリアのスンニ派サラーフッディーン・アル=ビータール、アラウィー派のザキー・アル=アルスーズィーらによって設立されたアラブ社会主義バアス党は、1966年シリアクーデターを受けて1996年に分裂し、イラク支配のバアス運動とシリア主導のバアス運動の創設につながった。党は世俗主義を受け入れており、多くのアラブ諸国、特にイラク、ヨルダン、レバノンであらゆる信仰の支持者を集めている。
しかし、1990年8月以降、同党は社会主義を軽視し、汎アラブ統一を強調する傾向があった。
6つの小規模な政党の存在が認められており、バアス党とともに、国民の合法的な政党参加の唯一の枠組みを表す政党グループ「国民進歩戦線」（NPF）を構成している。NPFは表向き複数政党制に見せかけてはいるが、バアス党の支配下にあり、政治システムの本質的な一党制の性格は変えていない。NPFに参加する非バアス党は名ばかりの政党として存在し、バアス党と政府の方針に厳格に従っている。2000年には、政府がNPFに新しい政党とそれまで禁止されたいくつかの政党を加える法案を検討しているという報道がいくつかあったが、そのような変更は行われていない。しかし、そのような政党の1つであるシリア社会民族党は2005年に合法化された。
伝統的に、NPFの政党は政府の社会主義およびアラブ民族主義のイデオロギーを受け入れてきた。しかし、合法化されてNPFに加盟した最初の政党となったシリア社会民族党は社会主義者でもアラブ民族主義者でもなかった。このことから、将来的にはより広範なイデオロギーの視点がある程度許容されるようになる可能性が示唆されているが、民族的（クルド人とアッシリア人）な政党への弾圧は続いており、宗教政党への厳格な禁止令は今もなお施行されている。
シリアの緊急法は、バアス党が政権を握った1963年からバシャール・アル＝アサドによって取り消された2011年4月21日まで施行された（法令161）。この法令は、イスラエルとの継続的な戦争とテロリストによる脅威を理由に正当化され、ほとんどの憲法上の保護を停止した。

## 行政
| 役職   | 氏名                       | 政党     | 就任          |
| ------ | -------------------------- | -------- | ------------- |
| 大統領 | バッシャール・アル＝アサド | バアス党 | 2000年7月17日 |
| 首相   | フセイン・アルヌース       | バアス党 | 2020年6月11日 |

イドリブのシリアの反体制派指導者層：
| 役職   | 氏名                       | 政党   | 就任          |
| ------ | -------------------------- | ------ | ------------- |
| 大統領 | リヤド・セイフ             | 無所属 | 2017年5月6日  |
| 首相   | ジャワード・アブー・ハタブ | 無所属 | 2016年5月17日 |

1973年の旧シリア憲法では、バアス党（正式にはアラブ社会主義バアス党）に国家と社会の指導的機能を与え、大統領に幅広い権限を与えた。国民投票で7年間の任期で承認された大統領は、バアス党の書記長であり、NPFの指導者でもあった。2011年から2012年のシリア騒乱の間に、新憲法が国民投票にかけられた。他の変更点の中で、バアス党の力を定着させた旧憲法第8条が廃止され、新憲法の第8条には、「国家の政治体制は政治的多元主義の原則に基づいており、投票箱を通じて民主的に権力を行使する」と書かれている。新憲法第88条では大統領選挙を導入し、大統領の任期は7年で再選は一回までに制限した。国民投票の結果、新憲法が採択され2012年2月27日に発効した。大統領は、閣僚（閣僚評議会）の任命権、戦争と非常事態の宣言、法律の発布（緊急の場合を除いて、人民評議会による批准を必要とする）、恩赦の宣言、憲法の修正および公務員と軍人の任命権を有している。故ハフィズ・アル・アサド大統領は、対抗馬のいない国民投票によって5回承認された。彼の息子で現在の大統領バッシャール・アル＝アサドは、2000年7月の対抗馬のいない国民投票によって承認された。2007年5月27日に97.6％の得票率で再び承認された。
大統領はNPFとともに戦争と平和の問題を決定し、国家の5年間の経済計画を承認する。NPFは経済政策を議論し、国の政治的方向性を決定する場としても機能している。
2012年のシリア憲法では、大統領がイスラム教徒であることを義務付けているが、イスラム教を国教とはしていない。シリアの司法制度は、オスマン帝国、フランス、イスラム法を組み合わせたものであり、第一審裁判所、控訴裁判所、最高裁判所である憲法裁判所の3階層の裁判所がある。また、宗教裁判所は個人法および家族法の問題を扱っている。
バアス党は社会主義と世俗的な汎アラブ主義を強調している。民族的アイデンティティより国民的アイデンティティを構築するというバアス党の教義にもかかわらず、シリアでは、民族的、宗教的および地域的忠誠の問題が依然として重要である。

## 立法府
人民議会（Majlis al-Sha'ab）には、15の多議席選挙区で4年間の任期で選出された250人の議員がいる。1973年の旧シリア憲法によると、シリアは一党制国家であり、アラブ社会主義バアス党という一つの政党のみが法的に有効な権力を保持することが認められていた。議会の250議席のうち、167議席が国民進歩戦線（1972年に設立）に保証されており、そのうち134議席（2007年時点）はバアス党のメンバーであった。国民進歩戦線所属の小政党は、バアス党の指導を受け入れることが法的に義務付けられていた。たとえば、国民進歩戦線の他政党は、「バアス党専用に確保されている」軍隊や学生団体の支持者を募ることは許可されていない。2012年の新しいシリア憲法は、どの政党の指導力も保証されていない複数政党制を導入した。

## 政党と選挙
前回の議会選挙は2012年5月7日に行われ、結果は5月15日に発表された。
バアス党は前回の選挙よりもさらに大きな勝利を収めた。彼らは250議席のうち約60％の過半数を獲得した。以前は、バアス党は議会の議席の50％強の過半数を占めていた。バアス党と協調する無所属議員を加えると、大統領を支持する議員が新議会の議席の90％以上を占める。シリアのバアス党が支配する国民統一リストは、250人の議員で構成される国会で150議席以上を獲得し、無所属の個人は90議席以上を獲得した。新たに設立された野党（2011年8月以降に設立された）で獲得した議席は1議席のみであり、それはシリア民主党のアフマド・クーサが獲得したアレッポの一議席であった。さらに、長年存在している野党の3人の代議士（変革解放戦線のカドリー・ジャミールとアリ・ハイダー、シリア・クルド人国民イニシアチブのアムロ・オシ）が議会に選出された。
2012年5月7日の シリア人民議会 選挙結果の概要
| 政党                                                                                 | 投票数 | % | 議席 | 議席（内訳） |
| ------------------------------------------------------------------------------------ | ------ | - | ---- | ------------ |
| 国民進歩戦線 (al-jabha al-waTaniyyah at-taqaddumiyyah)                               |        |   | 168  |              |
| - アラブ社会主義バアス党 (Hizb al-ba'th al-'arabi al-ishtiraki)                      | 134    |   | 168  |              |
| - 統一社会主義者党 (al-wahdawiyyun al-ishtirakiyyun)                                 | 18     |   | 168  |              |
| - シリア共産党 (al-Hizb ash-shuyu'i as-suri, ウィサール・ファルハ・バグダーシュ 派） | 8      |   | 168  |              |
| - シリア共産党 (ユースフ・ファイサル 派)                                             | 3      |   | 168  |              |
| - 国民誓約運動 (Harakat al-'ahd al-waTani)                                           | 3      |   | 168  |              |
| - アラブ社会主義連合党 (al-ittiHad al-ishtiraki al-'arabi)                           | 2      |   | 168  |              |
| 変革解放人民戦線                                                                     |        |   | 5    |              |
| - シリア社会民族党インティファーダ派 (al-Hizb as-suri al-qawmi al-ijtima'i)          | 4      |   | 5    |              |
| - 人民意思党                                                                         | 1      |   | 5    |              |
| 無所属                                                                               |        |   |      | 77           |
| 合計                                                                                 |        |   | 250  |              |
| 情報源: Syrian parliament 信頼性要検証]                                              |        |   |      |              |

## 国際機関の加盟
シリアは、以下の国際機関に加盟している。
- アフリカ経済開発アラブ銀行
- アラブ経済社会開発基金
- アラブ通貨基金
- アラブ経済統一評議会
- 世界税関機構
- 西アジア経済社会委員会
- 国際連合食糧農業機関
- 24ヶ国グループ
- 77ヶ国グループ
- 国際原子力機関
- 国際復興開発銀行
- 国際民間航空機関
- 国際商業会議所
- 国際開発協会
- イスラム開発銀行
- 国際農業開発基金
- 国際金融公社
- 国際労働機関
- 国際通貨基金
- 国際海事機関
- インテルサット
- 国際刑事警察機構
- 国際オリンピック委員会
- 国際標準化機構
- 国際電気通信連合
- 国際赤十字赤新月社連盟
- 非同盟運動
- アラブ石油輸出国機構
- イスラム協力機構
- 国際連合
- 国際連合人権委員会
- 国際連合貿易開発会議
- 国際連合工業開発機関
- 国際連合パレスチナ難民救済事業機関
- 万国郵便連合
- 世界労働組合連盟
- 世界保健機関
- 世界気象機関
- 世界観光機関

シリアの外交官が（非常任理事国として）国際連合安全保障理事会に参加したのは2003年12月が最後だった。